# Чотири Стріли
Дональд ("Дон") Трент Джейкобс, також відомий як Wahinkpe Topa, Чотири Стріли (народився в 1946 році в Сент-Луїсі, штат Міссурі) – американський педагог, письменник і активіст боротьби за права індіанців. Його науковий доробок присвячений світогляду корінних народів і контргегемонній освіті (counter-hegemonic education). Станом на 2016 рік є згадки про те, що він проживає в Мексиці з дружиною-мисткинею. 

## Раннє життя і освіта
Отримав ступінь бакалавра в Державному університеті південно-західного Міссурі, доктор педагогіки (Doctor of Education) державного університету Бойсе, а також доктор філософії Колумбійського Тихоокеанського університету. 
Джейкобс має змішане походження (включно з черокі, крик і шотландсько-ірландською спадщиною). 

## Кар'єра та погляди
Викладає у Школі освітнього лідерства для змін в Університету Філдінг. Раніше він був доцентом Університету Північної Арізони, а ще раніше в коледжі Оглала Лакота індіанської резервації Пайн-Ридж в Південній Дакоті. 2014 року брав участь у Міжнародній науковій програмі Фулбрайта.  
Відомий як автор 21 книги і численних статей, співавтор у колективних працях, зокрема: 
1. Four Arrows (2016) Point of Departure: Returning to Our Authentic Worldview for Education and Survival. Information Age Publishing
2. Four Arrows (2013) Teaching Truly: A Curriculum to Indigenize Mainstream Education. New York: Peter Lang
3. Four Arrows (2011) Differing Worldviews in Higher Education: Two Disagreeing Scholars Argue Cooperatively about Justice Education. Netherlands: Sense Publishers
4. Four Arrows (2011). Last Song of the Whales. Maui, Hawaii: Savant Press
5. Four Arrows, aka Jacobs, D.T. and Cajete, G. (2010), Critical Neurophilosophy and Indigenous Wisdom. Netherlands: Sense Publishers
6. Four Arrows, aka Jacobs, D.T. (2008) The Authentic Dissertation: Alternative Ways of Knowing, Research and Representation. London: Routledge
7. Four Arrows. (2006) The Shrimp Habit: How it is Destroying Our World. Victoria: Trafford.
8. Four Arrows, aka Jacobs, D.T. Ed., (2006) Unlearning the Language of Conquest: Scholars Challenge Anti-Indianism in America. Austin: University of Texas Press.
9. Four Arrows and Fetzer, J. (2004) American Assassination: The Strange Death of Senator Paul Wellstone. New York: Vox Pop.
10. Jacobs, D. and Jacobs-Spencer, J. (2001) Teaching Virtues: Building Character Across the Curriculum. Landham, Md.: Scarecrow Education Press, a division of Roman and Littlefield.
11. Jacobs, D. (1997) Primal Awareness: A True Story of Survival, Transformation and Awakening with the Raramuri Shamans of Mexico. Rochester, Vt.: Inner Traditions International.
12. Jacobs, D. (1994 ) The Bum’s Rush: The Selling of Environmental Backlash. Boise, Id.: Legendary Publishing.
13. Jacobs, D. (1988) Patient Communication for First Responders: The First Hour of Trauma. Englewood Cliffs, N.J.: Prentice-Hall.
14. Jacobs, D. (1988) Physical Fitness Programs for Public Safety Employees, 2nd edition, Boston: NFPA.

В його найновіших роботах провідною темою є енвайронменталізм, а також роздуми про внесок свідомості та культури притаманних корінним народам у рух на захист природного середовища. 

### Відзнаки та нагороди
У 1996 році він був першим заступником кінної команди США в змаганні на витривалість (на дистанції 100 миль). Він був обраний у 2009 році командою AERO (Організація альтернативної освіти) як один із авторів тексту, Поворотні пункти: 27 візіонерів-освітян розповідають свої історії. У 2004 році він отримав нагороду «Моральна мужність» від Інституту Мартіна-Спрингера університету Північної Арізони.